# Antti Ticklén
Antti Sakari Ticklén (* 19. Juli 1958 in Paavola) ist ein ehemaliger finnischer Skilangläufer.
Ticklén lief sein erstes Weltcupeinzelrennen im März 1987 in Lahti, das er auf dem 19. Platz über 30 km Freistil beendete. Sein zweites und damit letztes Weltcuprennen absolvierte er bei seiner einzigen Olympiateilnahme im Februar 1988 in Calgary. Dort errang er den 45. Platz über 50 km Freistil.